# Долина Шаксгама
36°06′33″ пн. ш. 76°38′48″ сх. д. / 36.109089° пн. ш. 76.646805° сх. д.
Долина Шаксгама (кит.: 喀喇昆仑走廊; піньїнь: Kālǎkūnlún zǒuláng, урду شکسگام, трансліт. Shaksgām) — долина площею понад 5180 км² на північ від Каракоруму. Долина знаходиться під орудою Китаю, у складі повітів Ташкурган та Каргалик у Уйгурському автономному районі Сіньцзян. Терен перейшов під оруду Китаю згідно з Китайсько-пакистанською угодою 1963 року. На терен претендує Індія — як складову території Ладакх. 
Долина обмежена горами Куньлунь з півночі та вершинами Каракорум з півдня, включаючи Броуд-пік, К2 та Гашербрум, на південному сході він примикає до найвищого поля бою у світі в регіоні льодовика Сіачен, який контролюється Індією.